# Liquid Death
Liquid Death (muerte líquida) es una empresa de agua enlatada fundada por Mike Cessario. Su lema es "asesina tu sed". La bebida se vende en latas de aluminio para bebida tipo "tallboy". Desde 2023 la empresa Wilderness Asset Holdings LLC en Virginia, EE. UU., envasa su agua. La bebida comenzó a venderse a los consumidores en su sitio web en enero de 2019. Su fabricante es Supplying Demand, Inc.

## Productos
Su agua proviene de los Alpes austriacos, donde también se almacena. Está enlatado por la compañía de bebidas austriaca Starzinger en la ciudad de Frankenmarkt, en la Alta Austria (altitud 1,759 pies). En 2020, la marca introdujo una variedad de agua con gas. Su fabricante es Supplying Demand, Inc. Además del agua con gas original, Liquid Death también presentó cuatro bebidas carbonatadas con sabor, que incluyen Mango Chainsaw, Severed Lime, Convicted Melon y Berry It Alive. A diferencia de su seltzer sin sabor (agua), estas bebidas carbonatadas saborizadas ("aguas con gas") son en realidad similares a los refrescos naturales y se promocionan como bajos en calorías, ya que sus saborizantes, acidulantes y algo de azúcar agregada (del néctar de agave) son de origen vegetal. En marzo de 2023, la compañía anunció la venta de tres sabores de té: Armless Palmer, Grim Leafer y Rest in Peach, que contienen néctar de agave y 30 mg de cafeína.
Liquid Death también es productor de imágenes digitales NFT, a los que llamaron Murder Head Death Club.

## Historia
Fundada por Mike Cessario, nativo de Delaware, un diseñador gráfico que anteriormente trabajó como director creativo de Netflix. Se inspiró para crear Liquid Death después de ver un Vans Warped Tour en 2009, en el que los asistentes al concierto bebían agua de las latas de Monster Energy  para mantenerse hidratado. Cessario dijo que se preguntaba por qué nadie había comercializado el agua de manera similar a Monster. Para el marketing, Cessario enfatizó el interés, que creía que se convertiría en acciones orgánicas en las redes sociales.
La empresa se originó con Cessario y otros tres socios, incluido un cantinero y un artista. Cessario presentó una solicitud de marca registrada para el término "Liquid Death" ante la Oficina de Marcas y Patentes de los Estados Unidos el 6 de julio de 2017. Produjo un anuncio de video para medir el interés del mercado en el producto, que recibió tres millones de visitas antes de que el agua estuviera disponible para que los consumidores la compraran. A los pocos meses de su lanzamiento, la empresa tenía más de 100.000 " me gusta " en Facebook, más de los que marcas como Aquafina en la plataforma.
En 2019, Cessario declaró que el plan de la compañía era expandirse a bares, salones de tatuajes y ciertas peluquerías en Los Ángeles y Filadelfia como un "juego de estilo de vida". Cessario afirmó que la marca se comercializó inicialmente entre los seguidores de Straight Edge y los fanáticos de la música heavy metal y el punk rock. La bebida comenzó a venderse a los consumidores en su sitio web en enero de 2019. Liquid Death recaudó 1,6 millones de dólares en fondos iniciales, 9 millones de dólares en una ronda de serie A en febrero de 2020, y $ 23 millones en una ronda de serie B en septiembre de 2020.
En febrero de 2020, la marca se expandió a Whole Foods Market en los Estados Unidos, donde, según Eater, se convirtió en "la marca de agua de venta más rápida en sus estantes". En agosto de 2020, la marca se expandió a tiendas 7-Eleven en Los Ángeles y San Diego. A partir de diciembre de 2021, la bebida comenzó a venderse en cadenas de supermercados como las tiendas Publix y Sprouts. 
Cessario declaró que los ingresos de la compañía aumentaron a $ 45 millones en 2021. La compañía recibe actualmente una valoración de $ 525 millones en ese momento.